# Michael Atiyah
Michael Francis Atiyah (født 22. april 1929 i London, død 11. januar 2019) var en britisk matematiker med speciale i geometri.